# Leonid Stein
Leonid Sacharowitsch Stein (russisch Леонид Захарович Штейн, wissenschaftliche Transliteration Leonid Zacharovič Štejn; * 12. November 1934 in Kamjanez-Podilskyj/Ukraine; † 4. Juli 1973 in Moskau) war ein sowjetischer Großmeister im Schach.

## Leben
Leonid Stein gelang es während seines Militärdienstes, auf sein Schachkönnen aufmerksam zu machen. Er siegte 1955 und 1956 (jeweils geteilter 1. und 2. Platz) bei den Meisterschaften der Sowjetarmee. Bis zum Ende der 1950er Jahre gelang es ihm zwar, sich unter den besten Spielern der Ukraine zu etablieren, doch kam sein – sehr überraschender – Durchbruch erst im Jahr 1961, als er bei seiner ersten Teilnahme an einer UdSSR-Meisterschaft den 3. und 4. Platz teilte und sich für das Interzonenturnier in Stockholm qualifizierte. Im selben Jahr wurde er zum Internationalen Meister ernannt.
In Stockholm 1962 (nach diesem Turnier erhielt Stein den Großmeistertitel verliehen) gelangte er auf den geteilten 6. und 7. Rang, was eigentlich einer Qualifikation für das Kandidatenturnier gleichkam, doch hatte die FIDE zuvor wegen der Übermacht der sowjetischen Spieler die Qualifikationsregularien dementsprechend geändert, dass nur ein bestimmtes Kontingent an Spielern eines Landes sich qualifizieren konnte. Stein wäre der sechste Sowjetbürger, der sich für das Kandidatenturnier qualifiziert hätte, also ließ die FIDE den nächstplatzierten Pál Benkő aus den USA spielen.
In dieser Hinsicht darf Stein als eine ausgesprochen tragische Gestalt des modernen Schachs betrachtet werden, denn es passierte ihm auch beim Interzonenturnier 1964 in Amsterdam, bei dem er Fünfter wurde, dass er zwei hinter ihm platzierte Spieler (Borislav Ivkov und Lajos Portisch) wegen des erwähnten Paragraphen vorlassen musste.
Beim Interzonenturnier von Sousse 1967 teilte er Platz 6 bis 8. Es musste ein Stichkampf der drei Spieler auf diesem Rang ausgespielt werden, um den letzten Platz für die Kandidatenkämpfe vergeben zu können. Stein spielte mit Samuel Reshevsky und Vlastimil Hort 1968 in Los Angeles ein Dreierturnier. In der letzten Runde in Führung liegend, unterlag er Hort, und Reshevsky kam weiter.
Stein gewann die UdSSR-Meisterschaft 1963 (nach Stichkämpfen mit Boris Spasski und Ratmir Cholmow), 1965 und 1966 (jeweils ungeteilter Sieger). Er galt ab dieser Zeit bis zu seinem Tod als einer der besten Spieler der Welt.
Seine letzte Elo-Zahl betrug 2605, seine höchste Elo-Zahl von 2620 erreichte er im Juli 1972. Er lag damit gleichauf mit Wassili Smyslow auf dem elften Platz der Weltrangliste. Vor Einführung der Elo-Zahlen betrug seine beste historische Elo-Zahl 2759. Diese erreichte er im September 1966.
Leonid Stein starb 1973 an einem Herzinfarkt, als die UdSSR-Mannschaft zur Europamannschaftsmeisterschaft nach Bath reiste.

## Partiebeispiel
|   | a | b | c | d | e | f | g | h |   |
| 8 |   |   |   |   |   |   |   |   | 8 |
| 7 |   |   |   |   |   |   |   |   | 7 |
| 6 |   |   |   |   |   |   |   |   | 6 |
| 5 |   |   |   |   |   |   |   |   | 5 |
| 4 |   |   |   |   |   |   |   |   | 4 |
| 3 |   |   |   |   |   |   |   |   | 3 |
| 2 |   |   |   |   |   |   |   |   | 2 |
| 1 |   |   |   |   |   |   |   |   | 1 |
|   | a | b | c | d | e | f | g | h |   |

In der folgenden Partie besiegte Stein mit den weißen Steinen bei der UdSSR-Meisterschaft in Leningrad 1971 den Ex-Weltmeister Michail Tal.
Stein–Tal 1:0
Leningrad, 14. Oktober 1971
Englische Eröffnung, A14
1. c4 Sf6 2. g3 e6 3. Lg2 d5 4. Sf3 Le7 5. 0–0 0–0 6. d4 c6 7. Dc2 b6 8. Td1 Lb7 9. Sc3 Sbd7 10. b3 Tc8 11. e4 c5 12. exd5 exd5 13. dxc5 dxc4 14. b4 bxc5 15. b5 Db6 16. Lf4 Tfd8 17. a4 Da5 18. Sd2 Lxg2 19. Sxc4 Db4 20. Sa2 Le4 21. Sxb4 Lxc2 22. Sxc2 Sb6 23. Txd8+ Lxd8 24. S2e3 Sxc4 25. Sxc4 Sd5 26. Td1 Sb6 27. Sd6 Ta8 28. a5 Sa4 29. Sc4 Sc3 30. Te1 Lxa5 31. Sxa5 Sxb5 32. Te5 Sd4 33. Txc5 1:0

## Nationalmannschaft
Stein gewann mit der sowjetischen Mannschaft der Schacholympiaden 1964 und 1966. 1964 gewann er außerdem die Einzelwertung am ersten Reservebrett.
Er gewann 1965 und 1970 mit der UdSSR die Mannschaftseuropameisterschaft, wobei er 1965 am sechsten Brett einen zweiten Platz und 1970 am neunten Brett einen dritten Platz in der Brettwertung erzielte.
Im Jahre 1970 wurde er als Reservespieler für den Wettkampf UdSSR gegen den Rest der Welt nominiert. In der letzten Runde kam er am Spitzenbrett zum Einsatz und unterlag Bent Larsen.

## Vereine
Stein nahm fünfmal an der sowjetischen Vereinsmeisterschaft am Spitzenbrett von Avangard teil. Das beste Abschneiden der Mannschaft war der zweite Platz 1961, in der Einzelwertung erreichte Stein 1968 das beste Ergebnis am ersten Brett.

## Nachwirkung
Steins scharfer und unternehmungslustiger Stil wurde von vielen Schachliebhabern sehr geschätzt, unter seinen überlieferten Partien befinden sich viele Glanzpartien. Garri Kasparow hat Stein in seinem Werk Moi welikie predschestweniki (Russische Ausgabe 3. Band, 2004; deutscher Titel: Meine großen Vorkämpfer) ein eigenes Kapitel gewidmet.
Die wohl bekannteste in Erinnerung gebliebene Partie Steins ist seine Niederlage gegen Bobby Fischer im Interzonenturnier in Sousse 1967, die in der 4. Ausgabe des Schachinformators zur besten Partie des Halbjahres gewählt wurde. Steins Sieg über Wassili Smyslow während der sowjetischen Mannschaftsmeisterschaft 1972 kam in der entsprechenden Abstimmung der 13. Ausgabe des Schachinformators auf Rang 2.